# Hichem Mechichi
Ne doit pas être confondu avec Hichem Fourati ou Saïd Mechichi.
Hichem Mechichi (arabe : هشام المشيشي), né en janvier 1974 à Bou Salem, est un homme d'État tunisien.
Il est chef du gouvernement du 2 septembre 2020 au 25 juillet 2021 et occupe également le poste de ministre de l'Intérieur de février à septembre 2020 puis, à côté de ses fonctions de chef du gouvernement, de janvier à juillet 2021.
Il est démis de ses fonctions suite à un coup de force opéré par le président Kaïs Saïed qui suspend également l'Assemblée des représentants du peuple. Le pays sombre alors dans une crise politique caractérisée par un autoritarisme croissant et des atteintes graves aux droits et libertés : de nombreuses figures politiques, des affaires et médiatiques sont notamment arrêtées et accusées de « complot contre la sécurité de l'État », situation notamment dénoncée par Amnesty International. En 2025, Mechichi est lui-même condamné à 35 ans de prison dans ce contexte.

## Biographie

### Études
Hichem Mechichi est titulaire d'une maîtrise en droit de la faculté de droit et des sciences politiques de Tunis et d'un master en droit, sciences politiques et administration publique de l'École nationale d'administration de Tunisie. Il est également diplômé de l'École nationale d'administration française, promotion République (2005-2007), qui lui a rendu hommage sur son site web après sa nomination en tant que chef du gouvernement.

### Carrière professionnelle et politique

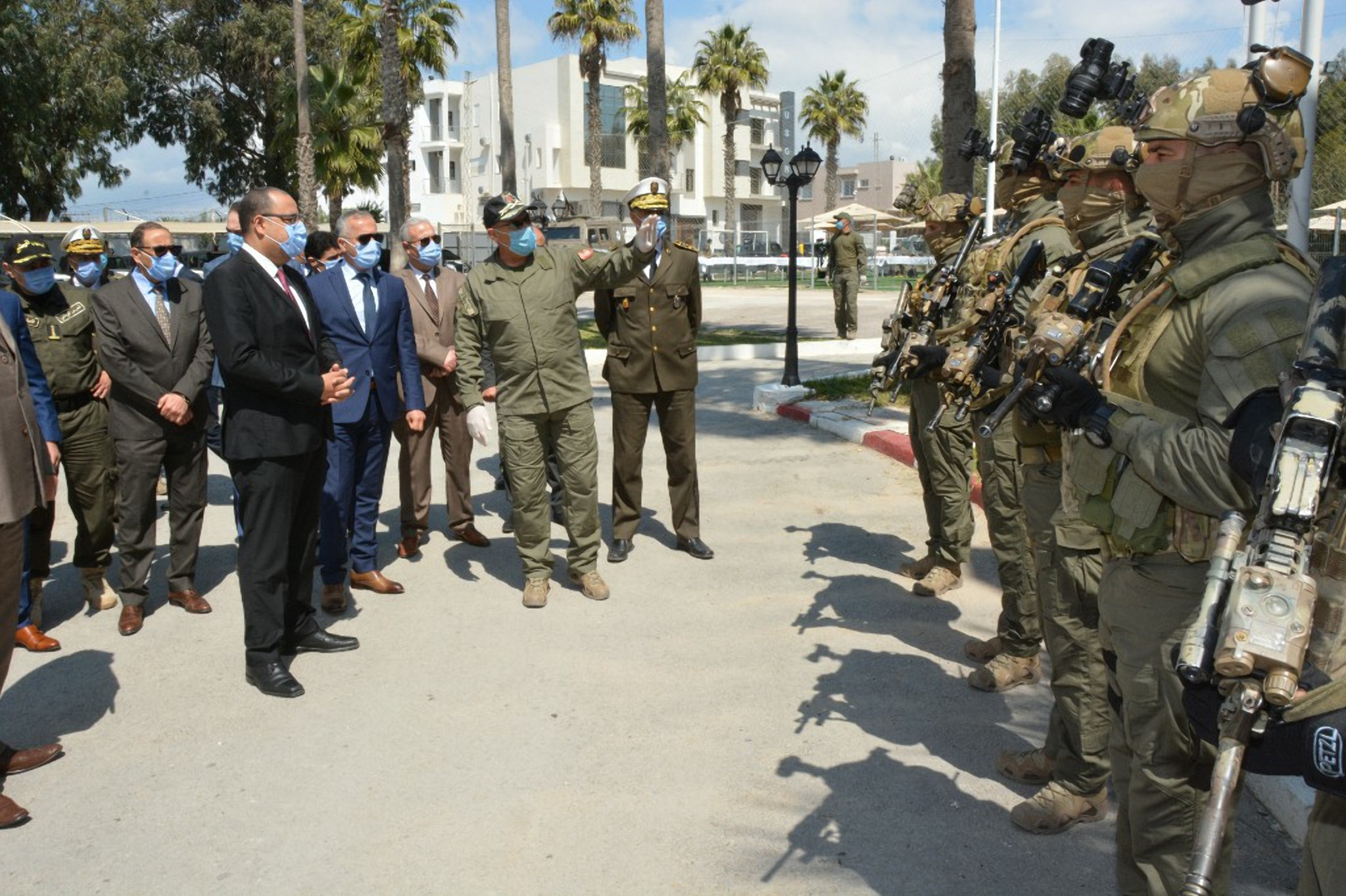
Hichem Mechichi en tant que ministre de l'Intérieur, en visite au QG de l'USGN durant le confinement de 2020.

Membre de la Commission nationale d'investigation sur la corruption et la malversation, fondée en 2011 et présidée alors par Abdelfattah Amor, il occupe dès 2014 les fonctions de chef de cabinet au ministère du Transport, puis le même poste successivement aux ministères des Affaires sociales et de la Santé.
Il dirige également l'Agence nationale du contrôle sanitaire et environnemental des produits, avant d'être nommé par le président Kaïs Saïed comme son premier conseiller chargé des Affaires juridiques, le 11 février 2020. Le 27 du même mois, il est nommé ministre de l'Intérieur dans le gouvernement d'Elyes Fakhfakh.

#### Chef du gouvernement
Le 25 juillet 2020, en pleine crise politique, Saïed le désigne chef du gouvernement, chargé de former un gouvernement en un mois et d'obtenir la confiance de l'Assemblée des représentants du peuple,. Le 11 août, il propose de former un gouvernement composé d'indépendants. Le 24, il en dévoile la composition qui suscite les réserves d'Ennahdha et d'Au cœur de la Tunisie et compte huit femmes ainsi qu'un malvoyant. Le 2 septembre suivant, son gouvernement est investi par l'assemblée avec 134 voix contre 67.
Rapidement, des différends profonds commencent à apparaitre dans la relation entre Mechichi et Saïed sur la conduite de l'État. 
Le 5 janvier 2021, Mechichi met fin aux fonctions du ministre de l'Intérieur Taoufik Charfeddine et assure lui-même l'intérim en reprenant la tête du ministère.
Le conflit atteint son paroxysme quand Mechichi annonce le 16 un large remaniement ministériel destiné à renforcer l'action gouvernementale. Fruit d'un accord entre les partis Ennahdha et Au cœur de la Tunisie, il touche douze ministères, dont ceux de l'Intérieur, de la Justice et de la Santé dans le contexte de la pandémie de Covid-19,. Le président Saïed, jugeant le remaniement contraire à la Constitution et soupçonnant des conflits d'intérêt, refuse de recevoir les ministres nouvellement nommés à la cérémonie de prestation du serment et de signer leur décret de nomination, malgré le vote de confiance obtenu à l'Assemblée des représentants du peuple, plongeant le pays dans une crise constitutionnelle. Le 15 février, Mechichi limoge les ministres sortants concernés par le remaniement.

#### Destitution et suites
Le 25 juillet 2021, après une journée de manifestations réclamant la « dissolution du Parlement » et dans un contexte de crise l'opposant à Ennahdha, le président Saïed invoque l'article 80 de la Constitution et annonce à la suite d'une réunion d'urgence geler les activités de l'Assemblée des représentants du peuple, lever l'immunité parlementaire des députés et démettre de ses fonctions le chef du gouvernement avec effet immédiat, se chargeant directement du pouvoir exécutif,. La constitutionnalité de ces décisions est toutefois remise en cause. Des sources évoquent par ailleurs des violences physiques contre Mechichi au palais présidentiel pour le pousser à démissionner, celui-ci niant toutefois un placement en résidence surveillée et déclarant être prêt à assurer la transition du pouvoir à la personnalité que le président désignerait. 
S'en suit alors des arrestations de figures politiques, des affaires et médiatiques accusées de « complot contre la sécurité de l'État », ce qu'Amnesty International décrit comme une « chasse aux sorcières motivée par des considérations politique ». Le 5 février 2025, Mechichi est condamné par contumace à 35 ans de prison pour « conspiration contre la sûreté de l'État » et à la confiscation de ses biens dans un procès dénoncé par le Comité pour la justice, l'opposition et des organisations professionnelles comme le Syndicat national des journalistes tunisiens (en),.